# Pernod (alcool)
Pour les articles homonymes, voir Pernod (homonymie).
Pernod est la plus ancienne marque d'anisés française, appartenant à la société Pernod du groupe Pernod Ricard. Même s'il est souvent désigné comme tel, le Pernod n'est techniquement pas un pastis, qui doit contenir une certaine quantité de réglisse. Le produit est élaboré par mélange d'huiles essentielles de plantes aromatiques (principalement l'anéthol extrait de l'anis étoilé également appelé badiane chinoise, ainsi que celles de menthe, coriandre et fenouil) obtenues par distillation aqueuse, avec de l'alcool neutre, de l'eau, du sucre et un ou plusieurs colorants.

## Histoire

Affiche Pernod Fils 40°.

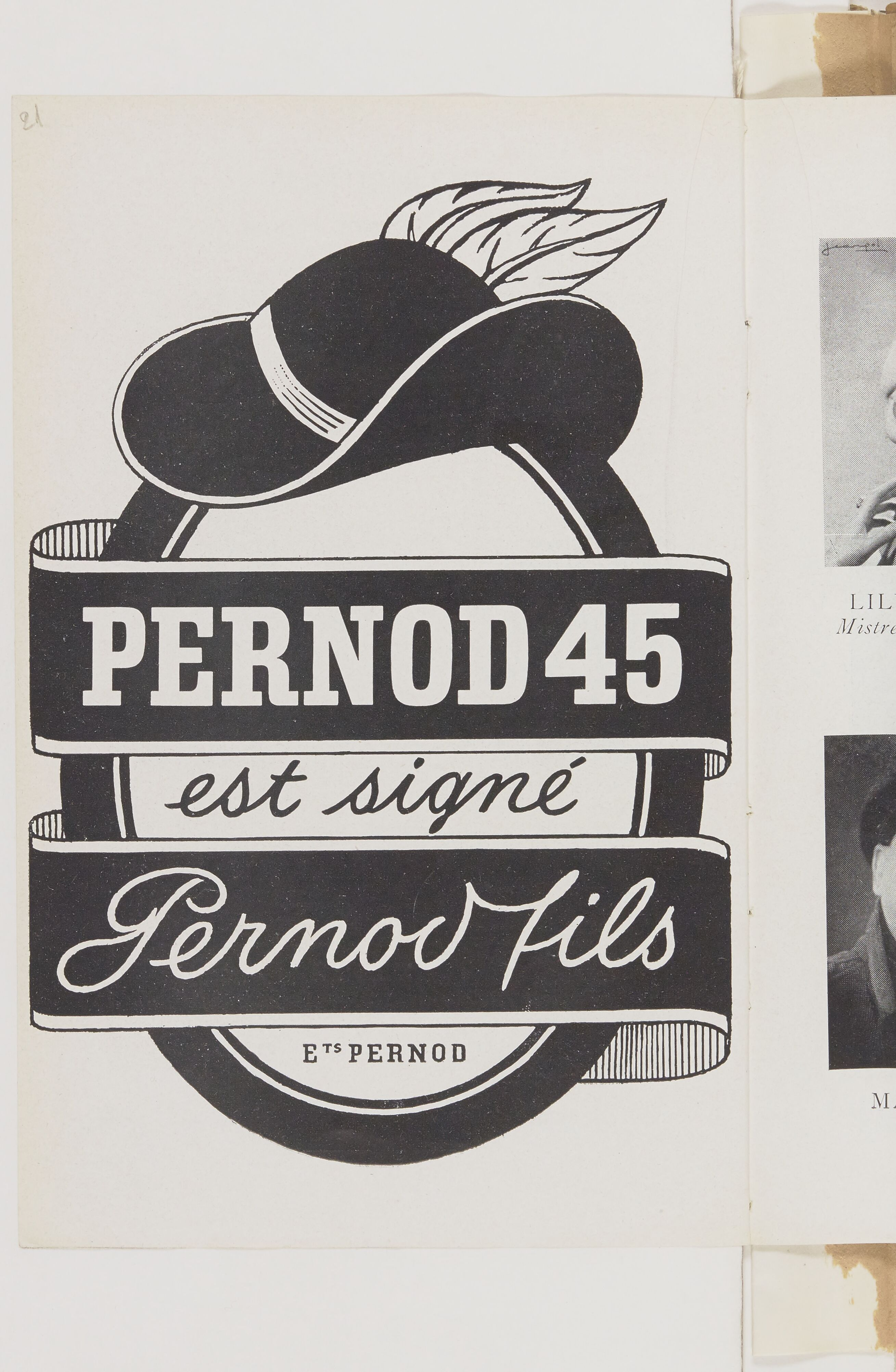
La marque Pernod 45 est créée en 1938.

Pernod est une liqueur créée en 1920.
L'actuelle liqueur est l'héritière du Pernod 45, commercialisé pour la première fois en 1938, coïncidant avec la relaxe de la législation française permettant à nouveau la vente de pastis et boissons similaires titrant à 45°.
De 1951 à 1954, Pernod commercialise un pastis étiqueté Pernod 51, en référence à l'année de lancement du produit (les apéritifs anisés, interdits sur le marché français, furent à nouveau autorisés en 1951). En 1954, Pernod 51 est rebaptisé Pastis 51, puis tout simplement 51.
Depuis 2005, Pernod commercialise Pernod aux extraits de plantes d'absinthe, un « spiritueux anisé » inspiré d'une recette qui fit le succès de la maison Pernod à la fin du XIXe siècle, profitant de la fin de l'interdiction de l'absinthe en France. Cette liqueur sans sucre à 68° a un taux de thuyone inférieur à 10 mg/L, répondant aux contraintes législatives françaises en vigueur.

## Consommation
Le Pernod se consomme traditionnellement dilué dans de l'eau fraîche avec des glaçons. Il peut aussi servir d'ingrédient dans différents cocktails, par exemple mélangé à de la vodka, de la limonade et du sirop de cassis, ou dilué avec du jus de canneberge, une boisson très répandue en Amérique du Nord.

### Surnom
Il est traditionnellement surnommé le perniflard. 

« Avec six perniflards dans le ventre, Sylvain la jambe de Bois se prenait pour Caruso »

— Auguste Le Breton